# Jugo de frutas
El zumo o jugo de frutas es una bebida hecha a base de frutas, generalmente al exprimirlas por presión. Sin embargo, puede incluir un conjunto de procesos intermedios como la cocción, molienda o centrifugación del producto original. Actualmente , es habitual su venta y consumo en formato envasado y, durante la elaboración, pasa por un proceso que hace que pierda parte de sus propiedades nutricionales.

## Desambiguación del término
El término zumo solo se aplica al líquido que se obtiene de las hierbas, flores, frutas u otros vegetales.
Generalmente, el nombre jugo se aplica a los líquidos que son obtenidos por presión, en tanto que los obtenidos por cocción son llamados infusiones. Por su parte, el producto obtenido de la cocción de piezas cárnicas se suele llamar caldo o consomé. También se llama jugo, al líquido que contiene o impregna un producto fresco o cocinado —carnes, pescados, verduras—, y que normalmente rezuma cuando este es cortado o manipulado. 
Algunos líquidos encontrados en organismos animales son también llamados jugo, como por ejemplo el jugo gástrico.

## Características
Los jugos recién exprimidos son una bebida muy nutritiva, principalmente por las vitaminas que contienen. Los jugos conservados en tetra brik, suelen ser "jugo hecho a partir de jugo concentrado". Esto significa que, después de ser exprimidos, han sido concentrados evaporando el agua mediante calor, y posteriormente se les ha añadido agua para envasarlos. Esto permite transportar menos agua y ahorrar costos, pero este proceso destruye gran parte de las vitaminas, lo que elimina la principal cualidad nutritiva de los jugos.
Otra de las cualidades nutritivas que se pierden de las frutas al realizar zumos es la eliminación de la fibra propia del fruto, como por ejemplo, la naranja, ya que al exprimir la fruta se elimina la "pulpa", que es lo que aporta la fibra.
Para prepararlos en casa, es necesario poseer un aparato llamado exprimidor o escariador para obtener jugo de naranja, limón o pomelo. También se utiliza un extractor para obtener jugo de otras frutas u hortalizas como las manzanas o zanahorias.

## Tipos

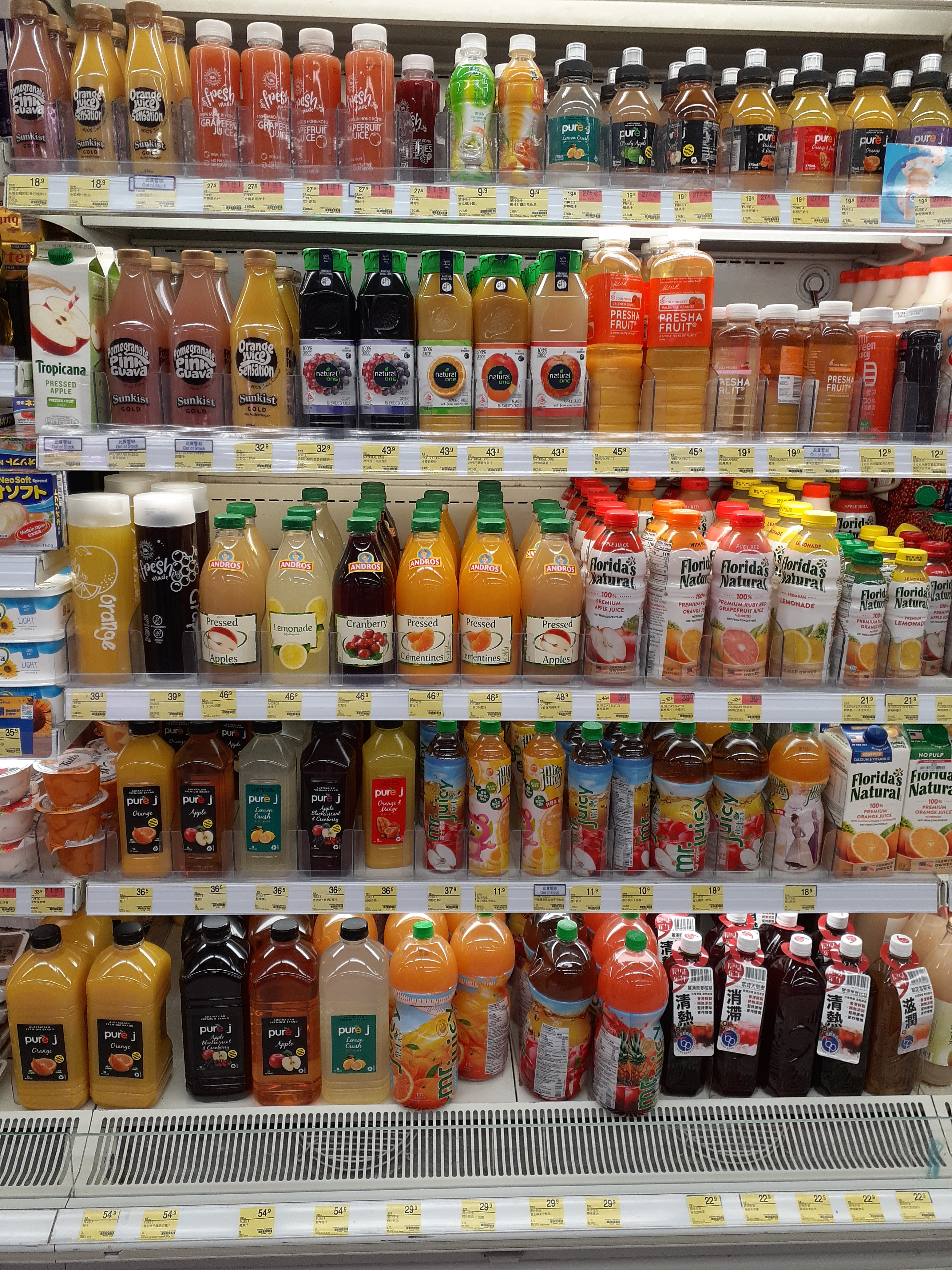
Estante de un supermercado en Hong Kong con distintos tipos de zumos envasados.

Dentro de la categoría de zumos se encuentran diferentes productos que han pasado por procesos distintos o contienen un porcentaje determinado de la fruta. Estas son las clases con mayor producción mundial:
- Zumo de fruta: consiste en el jugo exprimido, que se obtiene de las partes comestibles de las frutas sanas y maduras. Este pasa por un proceso térmico que permite conservar sus propiedades nutricionales. La legislación en España no permite los azúcares agregados.
- Zumo de fruta a partir de concentrado: obtenido a partir de un zumo concentrado, restituyéndole el agua extraída en su proceso de concentración. La legislación española no permite la adición de azúcar.
- Zumo concentrado: se obtiene de manera similar al zumo de fruta, pero se le somete a un proceso físico de eliminación del agua, lo que facilita su transporte.
- Néctar de frutas: son zumos a los que se añade agua y los únicos que pueden presentar azúcares, edulcorantes o miel. El contenido mínimo de zumo de fruta y los ingredientes permitidos están limitados y regulados.

Otros tipos de bebidas también contienen una cantidad menor de zumo:
- Bebidas de zumo y leche: consisten principalmente en una mezcla de agua, edulcorantes y, en menor medida, zumo de frutas y leche.
- Refrescos con zumo: se tratan de refrescos que contienen una determinada cantidad de zumo de frutas que debe ser especificada obligatoriamente según la legislación española.

## Producción y enzimas involucradas
Tanto la producción de zumos como su preservación tienen una gran importancia comercial ya que permite procesar un producto perecedero como son los frutos, para convertirlo en un bien muy apreciado por los consumidores.

### Historia y antecedentes
A partir del año 1930, cuando las industrias comenzaron a producir zumos de frutas, los rendimientos eran muy bajos y se presentaban dificultades en la filtración del mismo que impedía la obtención de una claridad aceptable. Sin embargo, la investigación y desarrollo industrial de pectinasas, celulasas y hemicelulasas obtenidas a partir Aspergillus niger y Trichoderma sp., sumado al incremento del conocimiento de los componentes de las frutas, facilitaron solucionar esas dificultades.

### Etapas de producción del zumo
Durante el proceso de producción de un zumo de frutas podemos diferenciar dos etapas generales: la primera es la de manipulación y extracción del zumo de la fruta y segunda la de tratamiento del zumo obtenido. Dentro de la manipulación y extracción de zumo hay diferentes pasos:
- Primera etapa: antes de la llegada a las instalaciones, se realiza un seguimiento de la fruta en el campo para cosecharla en el punto óptimo de madurez. A continuación la fruta es transportada y recibida en la planta industrial, donde se descarga y almacena.
- Segunda etapa: se hace una selección manual de la fruta, eliminando aquella que está en mal estado o que no es apta. Se somete a un lavado enérgico con agua. Con ello se garantiza la higiene.
- Tercera etapa: consiste en la extracción del zumo en extractores, mediante el corte en la piel en sentido perpendicular al ecuador del fruto.
- Cuarta etapa:consiste en el tamizado y preparación del zumo, lo que reduce el contenido de pulpa en el jugo. La pulpa rechazada se pasa a la sección de recuperación de pulpa, donde será tratada.
- Quinta etapa: la emulsión de agua y aceite procedente del extractor se envía a la tamizadora, donde será filtrado para recuperar los aceites esenciales.
- Sexta etapa: la pulpa extraída previamente en el tamizador, es tratada en una centrífuga para extraer el zumo que aún contiene. La pulpa restante se pasteuriza para su posterior venta como pulpa de primera.
- Séptima etapa: los caudales de cortezas y bagazo se pasan a un transportador que los lleva hasta la zona de almacenamiento. Posteriormente estos residuos serán evacuados.

En cuanto al tratamiento del zumo extraído, se realiza la clarificación, corrección y mezcla, desaireación y pasteurización.
- Clarificación: el zumo obtenido tras la extracción tiene un contenido de pulpa del 22 % aproximadamente y con la clarificación se consigue eliminar la turbidez, las cortezas, piel, semillas y reducir la concentración de pulpa a un 12 %.[10]

- Corrección y mezcla: se realiza en tanques donde se realiza la formulación el zumo.

- Desaireación: se deben eliminar los gases que luego pueden condensarse y recuperarse en forma de aromas que modificarían el zumo.

- Pasteurización: en este proceso se destruyen las enzimas que están presentes en forma natural en el zumo y son las responsables de la turbidez del mismo. Además, este proceso permite prolongar la vida útil del zumo. Finalmente se envasa el zumo y se almacena para ser distribuido y que llegue al consumidor. El envasado comúnmente se realiza en frío con temperaturas de entre 1-7 °C para evitar contaminaciones microbiológicas. La mayoría de los zumos así envasados tienen una vida útil de 3 meses desde la fecha de producción y una vez abierto es recomendable consumirlo antes de 7 días.[11]

### Importancia de enzimas
Hoy en día, la utilización de enzimas en la producción de zumos de frutas y verduras es indispensable, pues están implicadas en varias etapas del proceso de obtención:
- Tratamiento de la pulpa: se realiza con el fin de obtener una licuefacción parcial o total de la parte carnosa de la fruta. Además permite mejorar el rendimiento y extracción de otros componentes, aportando cualidades como el color, sabor y olor.
- Tratamiento del zumo: cuyo fin es reducir la viscosidad y aumentar la concentración. Permite mejorar la clarificación, filtración y estabilización.

Así mismo, en el proceso de producción es necesario tener en cuenta una serie de parámetros en los que directa o indirectamente está implicada la enzima.
Por una parte, su mecanismo de acción dependerá de la relación entre la concentración de enzima, la temperatura aplicada y el tiempo de reacción. Así, estos se podrán modular en función de las necesidades de operación. Por otra parte es necesario destacar el papel de las pectinas en la degradación del fruto, que a su vez dependerá del sustrato a tratar. Estas enzimas pueden ser seleccionadas previamente para actuar sobre moléculas peptídicas específicas, de manera que la composición del sustrato y su viscosidad irá cambiando en función del porcentaje relativo de pectina soluble e insoluble presente.  
Los frutos, como parte de la planta, están constituidos por células vegetales, cuya pared está formadas en un 90% por polisacáridos (celulosa, hemicelulosas y pectinas) y en un 10% por proteínas. En concreto, la lámina media de la pared celular debe su estructura a las pectinas, cuya degradación favorece la descomposición natural de los vegetales. Estas, a su vez, en contacto con líquidos, son capaces de absorber agua, formando un gel.
En la producción industrial de jugos de frutas y vegetales, las pectinas deben ser eliminadas para evitar la retención de líquidos y turbidez del producto. Es aquí donde intervienen las pectinasas, enzimas que hidrolizan la pectina, favoreciendo su eliminación y  un consecuente aumento del rendimiento de extracción del jugo y mejorando su calidad. Esta enzima se engloba dentro de la familia de las denominadas enzimas macerativas cuya demanda desde el sector alimentario incrementa mundialmente en la producción de zumos de un amplio rango de frutas y vegetales.
La combinación de pectinasas (pectin lyase, pectin metilesterase, endo y exo-poligalacturonasas, pectin acetylesterase, rhamnogalacturonase, endo y exo-arabinasas), celulasas (engoglucanasas, exoglucanasas y cellobiosas) y hemicelulasas (endo y exo-xilanasas, galactonasas, xiloglucanasas y manonasas)- colectivamente llamadas enzimas macerativas, son las mayormente empleadas en los procesos comentados anteriormente.

### Enzimas macerativas: pectinasas, celulasas y hemicelulasas
Las pectinasas, debido a su acción pectinolítica, liberan el jugo retenido en la pectina de las paredes celulares vegetales, aumentando el rendimiento de extracción del jugo y mejorando su calidad. También facilitan la clarificación como se mencionó anteriormente. Por lo general, dichas enzimas provienen de levaduras y en su mayoría son endo-poligalacturonasas, lo que quiere decir, que degradan la pectina principalmente por hidrólisis de los enlaces alfa-1,4-glicosídicos. Actualmente, la principal fuente de dicha enzima a nivel industrial proviene de Aspergillus niger ya que produce una gran cantidad de las mismas y es un microorganismo GRAS (Generally Recognised As Safe).
Las celulasas son producidas por algunas bacterias (Cellulomonas, Clostridium, Trichoderma, etc.) como así también por protozoos y hongos. Su función principal es realizar la hidrólisis  de enlaces 1,4 beta-D- glucosídicos en celulosa. La celulosa, principal componente de la pared celular, impide la liberación de los componentes del sabor, es por esto, que la utilización de celulasas en la producción de zumos es de gran importancia. Existen diferentes tipos de celulasas que se caracterizan por su mecanismo de acción; en primera instancia las beta-1,4- gluconasas actúan aleatoriamente sobre enlaces beta-1,4 de unidades de glucosa que forman la celulosa permitiendo la obtención de oligosacáridos a partir de cadenas largas. Dicha acción disminuye la longitud de las cadenas de celulosa y la creación de nuevos extremos que servirán para reacciones posteriores. A continuación, las beta-1,4- glucanasas cortan cadenas de 1,4-beta-D-glucano del extremo no reductor de moléculas de celulosa y celodestrinas causando de esta manera la eliminación de celobiosa o glucosa. Finalmente, actúan las endoglucanasas y las exoglucanasas sinérgicamente.
Las hemicelulasas, responsables de la degradación de la hemicelulosa (polisacárido estructural presente en la pared celular), deben actuar conjuntamente debido a la heterogeneidad que presentan dichos polisacáridos.

## Consumo
Los mayores consumidores de jugos de frutas son Nueva Zelanda (casi una taza diaria) y Colombia (más de tres cuartos de taza cada día). El consumo de jugo de frutas aumentó en promedio con el nivel de ingresos del país. En 2007, un informe indicó que el consumo de zumos de frutas en general en Europa, Australia, Nueva Zelandia y Estados Unidos había aumentado en los últimos años. En 2015, los estadounidenses consumieron aproximadamente 6,6 galones estadounidenses de zumo per cápita, y más de la mitad de los niños en edad preescolar eran bebedores habituales.
En 2007, España ocupaba el cuarto puesto en la clasificación de la Unión Europea en cuanto al consumo de zumos y néctares con 28,56 litros per cápita al año. Por gustos, el consumo europeo se decanta por los zumos de naranja, con una producción del 38,2 %, seguido de los zumos multifrutas, con un 18,2 %, manzana (14,2 %), melocotón (3,9 %) y piña (3,2 %).

## Efectos en la salud
Los zumos a menudo se consumen por sus beneficios para la salud. Un ejemplo es el zumo de naranja, con vitamina C natural o agregada, ácido fólico y potasio. El jugo proporciona nutrientes como carotenoides, polifenoles y vitamina C que ofrecen beneficios para la salud.
El alto consumo de jugo de frutas con azúcar agregado puede estar relacionado con el aumento de peso, pero no todos los estudios han demostrado este efecto. Si su contenido es del 100 % de fruta, el zumo puede ayudar a cumplir con las recomendaciones de ingesta diaria de algunos nutrientes.

### Zumo natural
La investigación sugiere que el zumo de fruta 100 % natural no está asociado con un mayor riesgo de diabetes. Una revisión de 2018 concluyó que el zumo de fruta natural aumenta el riesgo de caries en los niños, pero "no hay evidencia concluyente de que su consumo tenga efectos adversos para la salud".

### Zumo de arándanos
Aunque la investigación preliminar indicó que el arándano (jugo o cápsulas) puede disminuir el número de infecciones del tracto urinario en mujeres con infecciones frecuentes, una revisión de Cochrane más sustancial concluyó que no hay evidencia suficiente para indicar que el consumo de jugo de arándano tiene algún efecto en la orina. La tolerancia a largo plazo también es un problema, con molestias gastrointestinales que ocurren en más del 30 % de las personas.

### Efectos negativos
Desde 2017, la Academia Estadounidense de Pediatría afirma que no se debe dar jugo de frutas a niños menores de un año debido a la falta de beneficio nutricional. Para los niños de uno a seis años, la ingesta de jugo de frutas debe limitarse a menos de 110 a 170 g por día debido a su alto contenido de azúcar y bajo contenido de fibra en comparación con la fruta. El consumo excesivo de jugos de frutas puede reducir la ingesta de nutrientes en comparación con comer frutas enteras y puede producir diarrea, gases, dolor abdominal, hinchazón o caries.
El consumo excesivo de frutas y zumos de frutas puede contribuir a la aparición de caries a través del efecto de los ácidos de las frutas sobre el esmalte dental. Los estudios longitudinales mostraron un riesgo significativamente mayor de diabetes tipo 2 cuando se consumían jugos con azúcares agregados en comparación con frutas enteras. Una revisión de 2014 encontró que una mayor ingesta de jugo de frutas endulzado con azúcar se asoció significativamente con el riesgo de diabetes tipo 2.
El consumo excesivo de zumos de frutas con azúcares añadidos también se ha relacionado con la obesidad infantil. El American Journal of Public Health propuso que la Ley de Niños Saludables Sin Hambre de 2010 de Estados Unidos eliminara los jugos 100 % de frutas y los sustituyera por frutas enteras.